# 长梗马先蒿
长梗马先蒿（学名：Pedicularis longipes）为列当科马先蒿属的植物，是中国的特有植物。分布于中国大陆的四川等地，生长于海拔3,470米至4,100米的地区，常生长在苔藓型冷杉林中，目前尚未由人工引种栽培。
其种加词“Longipes”意为“长梗的”，“长柄的”。